# 蛍火1号
蛍火1号（インフオいちごう/けいかいちごう、萤火一号、Yinghuo 1）は、中国初の火星探査機。
ロシアの火星探査機フォボス・グルントと共にゼニットロケットに搭載されて、2011年11月9日にバイコヌール宇宙基地から打ち上げられたが、地球衛星軌道からの離脱に失敗し、11月22日にロシア宇宙庁は事実上の計画失敗を発表した。
「蛍火」(Yínghuǒ) という名前はホタルを意味し、火星の古い漢名「熒惑」(Yínghuò) の声調違いにもなっている。

## 諸元
長さ75cm、幅75cm、高さ60cmで、重量は110kg。

## 打ち上げまで
2007年3月26日、中国国家航天局の局長孫来燕とロシア連邦宇宙局の長官アナトーリー・ペルミノフは、「中国とロシアの合同火星探査における中国国家航天局とロシア連邦宇宙局の協力合意」に調印した。これには、2011年に予定される「蛍火1号」火星探査機の打上げも含まれていた。
中国の蛍火1号とロシアのフォボス・グルントは、2009年10月6日から16日に、ロシアのゼニットロケットでバイコヌール宇宙基地から打上げられる予定だった。しかしフォボス・グルントの組立と試験が遅れ､10月の打ち上げには間に合わなくなり、2009年9月末にフォボスグルントの打ち上げ延期が決定した。中国側の準備は万全だったが、ロシア側の決定によって蛍火1号の打ち上げ延期も余儀なくされ、中国国家航天局は10月27日、正式に打ち上げの延期を発表した。これにより、2011年11月9日の打上げとなった。

## 計画

蛍火1号の軌道

打ち上げから10ヶ月から11ヶ月半の飛行の後、蛍火1号はフォボス・グルントから分離され、軌道傾斜角5度、軌道周期3日で800 - 80,000 kmの赤道軌道に投入される予定であった。探査機は1年間火星軌道に留まることになっていた。フォボス・グルントと蛍火1号は電離層の掩蔽の実験を行う予定であった。上海衛星工学研究所の陳昌亜によると、ミッションの期間は2年間の予定だった。
主な科学上の目的は次のようなものである。
1. プラズマ環境と磁場の詳細な観測
2. イオン放出プロセスと機構の研究
3. 蛍火1号とフォボス・グルントの間の電離層の掩蔽の測定
4. 砂嵐の観測

ペイロードは、プラズマパッケージ（電子分析計、イオン分析計、質量分光計）、フラックスゲート磁力計、電波掩蔽音響器、解像度200mの光学式カメラ等、5つの機器から構成される。
なお、フォボス・グルントは火星軌道に到達した後に数カ月をかけて火星の衛星のフォボスへの着陸地点を探し、フォボスへの着陸を試み、着陸が成功すれば土壌の地球へのサンプルリターンを試みることになっていた。